# Faxe Kondi (sang)
 For alternative betydninger, se Faxe Kondi (flertydig). (Se også artikler, som begynder med Faxe Kondi)
"Faxe Kondi" er en sang med Klumben og Raske Penge. Sangen solgte 2x Platin (streaming), Guld (track) og fået over 3 millioner visninger på YouTube. Sangen udkom officielt i 2012 på Klumbens album Fra Klumben Til Pladen.

## Priser og nomineringer
| År   | Nomineret værk | Pris                            | Resultat |
| ---- | -------------- | ------------------------------- | -------- |
| 2012 | Faxe Kondi     | Årets Danske Hit - GAFFA-Prisen | Vundet   |
| 2013 | Faxe Kondi     | Årets Hit - Zulu Awards         | Vundet   |
| 2013 | Faxe Kondi     | P3 Lytterhittet - P3 Guld       | Vundet   |